# Risinge gamla kyrka
Risinge gamla kyrka (eller Sankta Maria kyrka) är en kyrkobyggnad i Risinge socken som tillhör Finspångs församling, Östergötland. Den ligger ca 3 km öster om Finspång och sedan ytterligare 4 km söderut från Riksväg 51 och tillhör Linköpings stift.

## Kyrkobyggnaden
Kyrkan är en 1100-talskyrka som har byggts ut i olika etapper fram till 1700-talet. Mest känd är den för sina kalkmålningar från början av 1400-talet. Mästaren bakom målningarna är okänd men kallas Risingemästaren efter sitt mest välbevarade verk.
Eftersom kyrkan saknar uppvärmning används den för gudstjänster enbart under sommartid.

## Historik
När kyrkan grundlades under senare hälften av 1100-talet var den betydligt mindre än nu. Den hade inga valv utan ett platt trätak. Under nästan varje följande århundrade byggdes den till och redan någon gång på 1300-talet slogs valv. När valven var klara började man dekorera kyrkan med kalkmålningar. Motiven hämtades från bibeln, så att när prästen predikade kunde han i förkunnelsen hänvisa till figurerna i valven. Äldst är den röda målningen på norra väggen, kallad Ryttaren med jaktfalken, som går tillbaka till 1200-talet. Man är dock inte säker på vad motivet skall symbolisera. Ovanligt nog har dessa målningar aldrig blivit övermålade.
Predikstolen från 1600-talet står numera i Finspångs slottskapell. Under 1700-talet kritiserades bänkinredningen. Vid en kyrkostämma yrkade man på att bänkarna skulle kastas ut eftersom de såg ut som märrakrubbor.  
När kyrkan på 1730-talet återigen började kännas för trång gjordes en tillbyggnad på norra sidan. Tanken var att göra en motsvarande utökning på södra sidan, men då den gamla kyrkan var i skröpligt skick, började man under 1800-talet i stället planera för en helt ny kyrka, som skulle ligga mer mitt i församlingen. Pehr Hörberg gjorde en modell och lovade skänka en altartavla om man byggde enligt hans förslag. Församlingen beslutade bygga en ny kyrka, dock inte i enlighet med Hörbergs modell. Emellertid målade han ändå den utlovade altartavlan.
När Risinge nya kyrka invigts 1849 övergavs den gamla kyrkan som fick förfalla. År 1907 övertogs den av staten, vilken i sin tur överlämnade förvaltningen till Riksantikvarieämbetet. Gamla kyrkan blev en ödekyrka ända fram till 1940-talet, då man efter en grundlig restaurering åter tog henne i bruk som en levande kyrka.

## Inventarier
Bland inventarierna märks:
- Kyrkporten och dörren till sakristian som är från 1200-talet resp. 1300-talet.
- Kalkmålning av oidentifierad upphovsman under 1200-talets sista fjärdedel.
- Kalkmålning av Risingemästaren från 1400-talets första fjärdedel.
- Krucifix av lövträ, hår av lin, från verkstad i Östergötland under 1300-talets andra fjärdedel.
- Altarskåp av ek, nordtyskt arbete från 1500 (daterad i en inskrift).
- Kyrkbänkar från 1600- och 1700-talet.

## Orgel
- 1413: Organisten Gregorius Orgelmakare bygger den första kända orgeln i kyrkan.
- 1684: Orgelbyggare Georg Hum, Norrköping, bygger en 5-stämmig orgel.
- 1773 finns ett gammalt positiv med 7 stämmor.[1]
- 1808: Nytt verk av Lorentz Peter Lorin, Linköping, gesäll hos Pehr Schiörlin.
- 1849: Flyttas öververket och sätts upp i nya kyrkan av orgelbyggaren Sven Nordström. Resten av orgeln säljs till en frikyrka i Norrköping.
- 1949: Lorins orgel återbördas till Risinge gamla kyrka och placeras med en ny fasad i en av bågöppningarna mot det norra sidoskeppet.
- 1958: Ombyggnad av Kemper & Sohn, Lübeck, som återanvänder delar av Lorins orgel. Orgeln är mekanisk.

Nuvarande disposition:
| Manual                           | Pedal             |
| Gedackt 8'                       | Gedacktpommer 16' |
| Kvintadena 8'                    | Principal 4'      |
| Principal 4'                     |                   |
| Gedacktflöjt 4'                  | Koppel            |
| Kvinta 2 2/3'                    | Manual/pedal      |
| Oktava 2'                        |                   |
| Waldflöjt 2'                     |                   |
| Sesquialtera II, 2 2/3' + 1 3/5' |                   |
| Scharf III                       |                   |

## Övriga byggnader
På tre sidor av kyrkogården avgränsas denna av en medeltida, spåntäckt mur. Den fjärde sidan revs i samband med en kyrkogårdsutvidgning. Det är en av de största och bäst bevarade bogårdsmurarna i Sverige. I nordöstra murhörnet finns en medeltida tiondebod.

## Bildgalleri

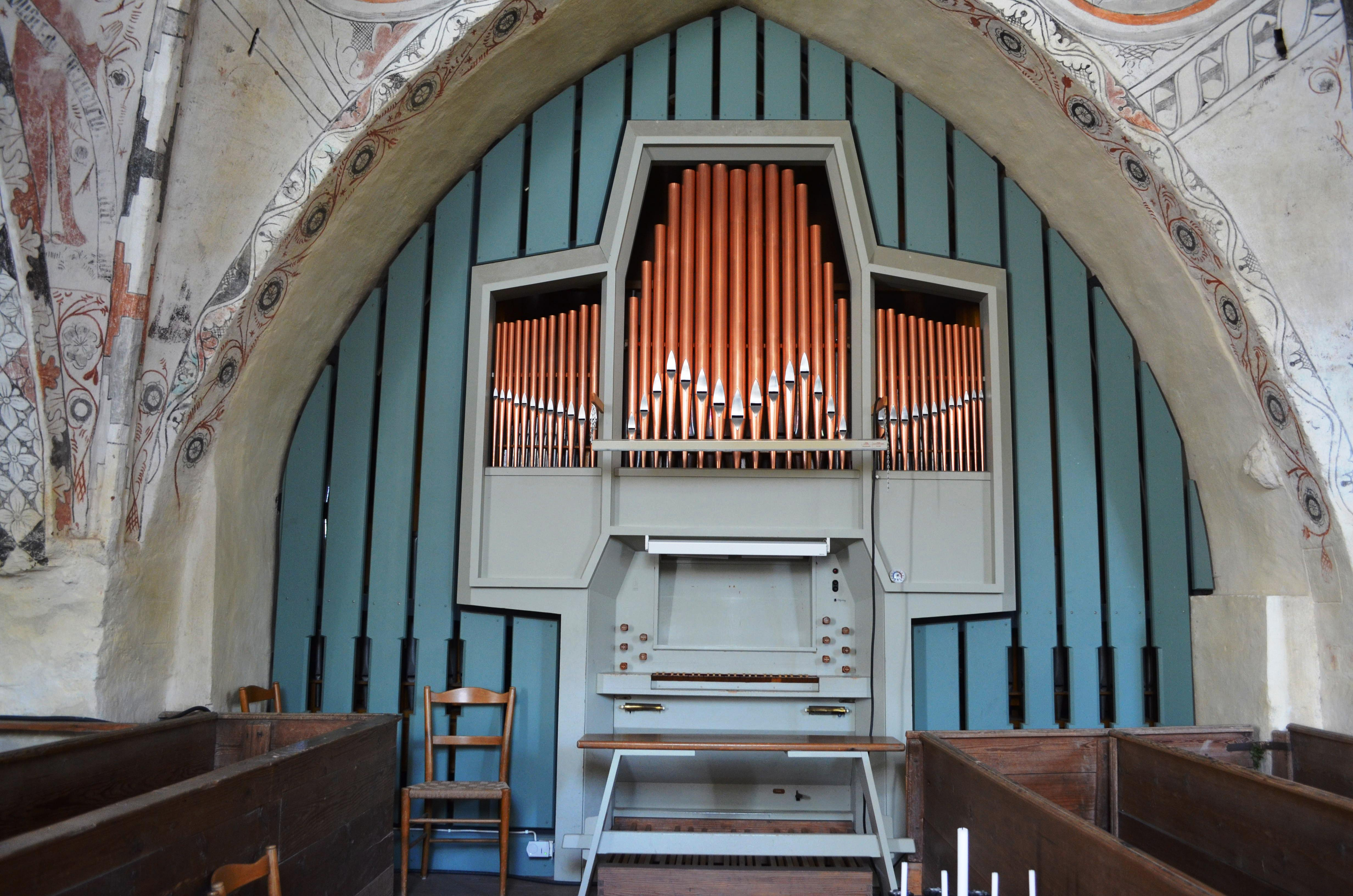
Risinge gamla kyrka Sankta Maria kyrkas kyrkorgel
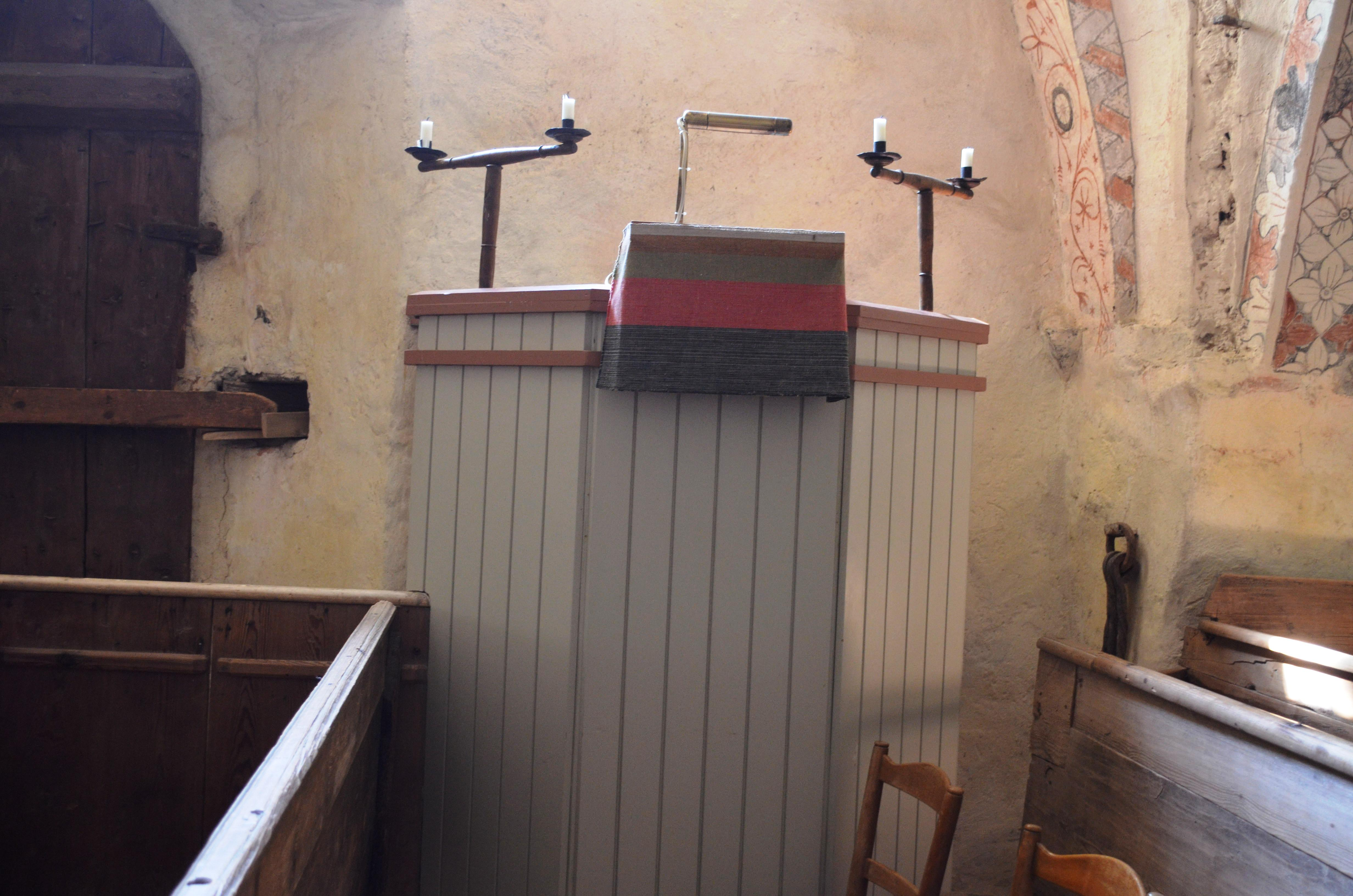
Risinge gamla kyrka Sankta Maria kyrkas predikstol
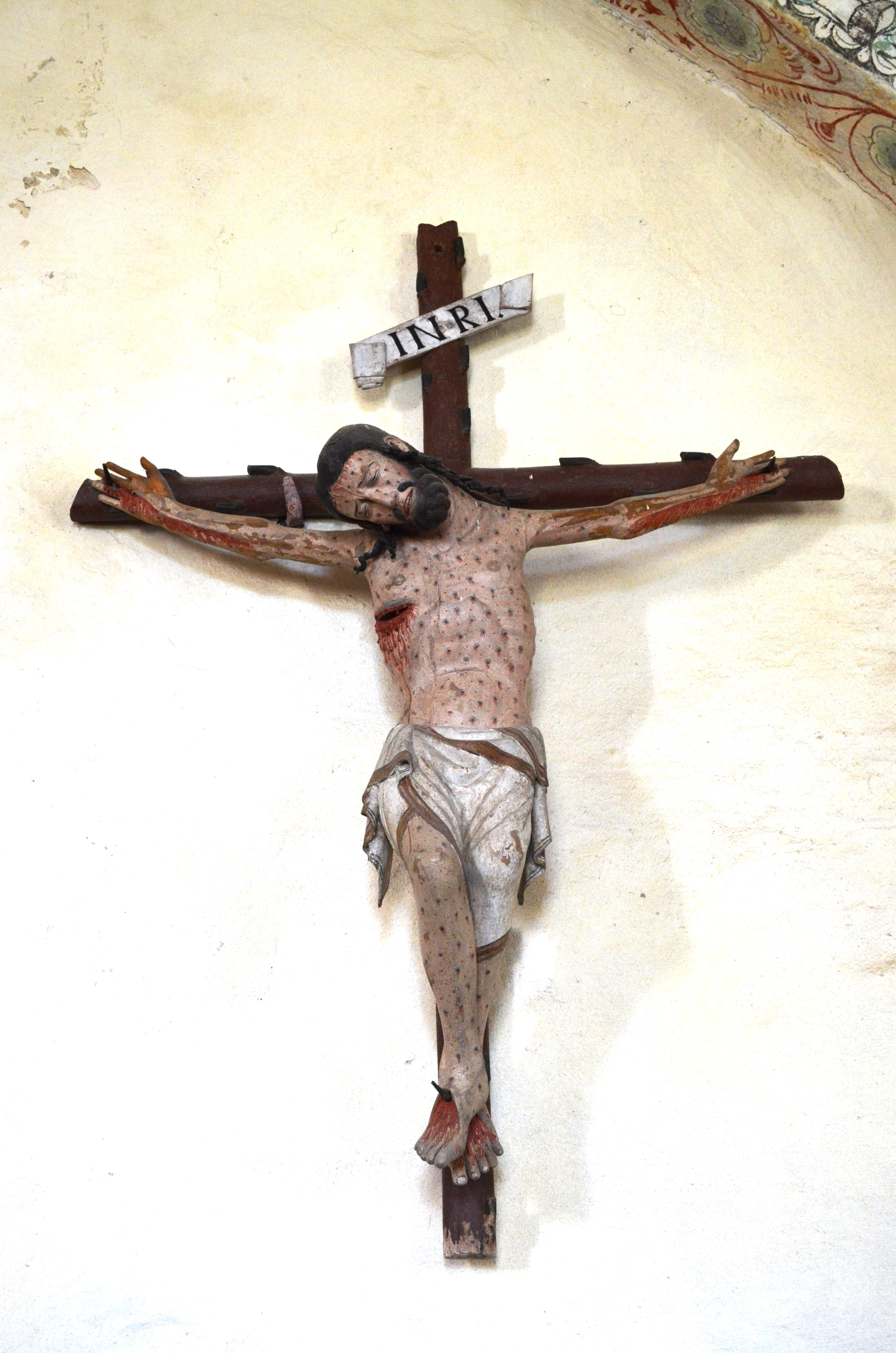
Risinge gamla kyrka Sankta Maria kyrkas krucifix
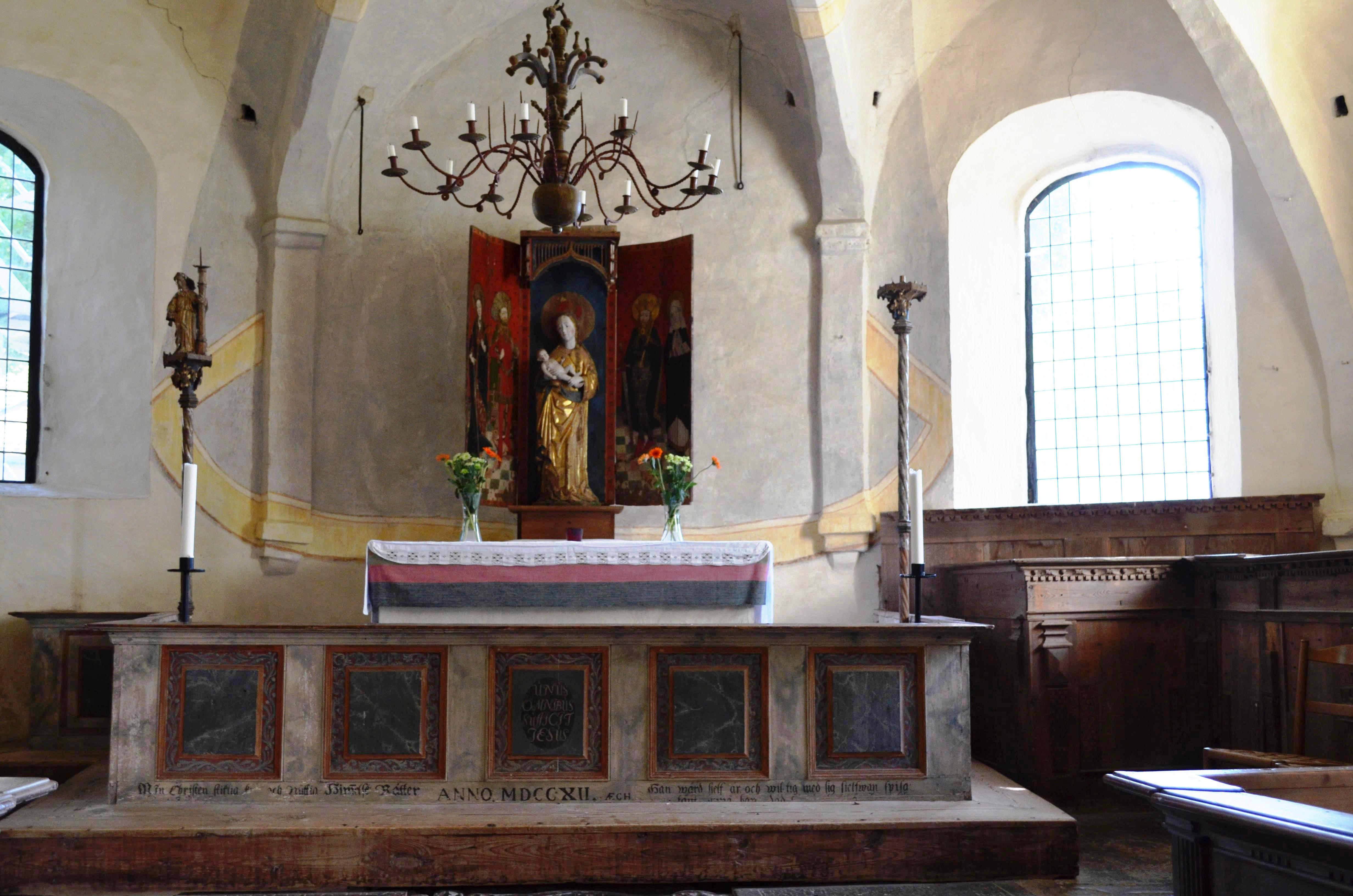
Risinge gamla kyrka Sankta Maria kyrkas altare